# Ehretia winitii
Ehretia winitii là loài thực vật có hoa trong họ Ehretiaceae. Loài này được Craib mô tả khoa học đầu tiên năm 1922.